# Kyathaganakere, Pavagada
Kyathaganakere là một làng thuộc tehsil Pavagada, huyện Tumkur, bang Karnataka, Ấn Độ.